# Xã Duck Creek, Quận Wilson, Kansas
Xã Duck Creek (tiếng Anh: Duck Creek Township) là một xã thuộc quận Wilson, tiểu bang Kansas, Hoa Kỳ. Năm 2010, dân số của xã này là 87 người.